# Publius Cornelius Arvina
Publius Cornelius Arvina war ein römischer Senator, Politiker, Heerführer und Konsul am Ende des 4. und Anfang des 3. Jahrhunderts v. Chr.
Publius Cornelius Arvina war der Sohn des zweimaligen Konsuls Aulus Cornelius Cossus Arvina. Er war 306 v. Chr. an der Seite von Quintus Marcius Tremulus Konsul. Als Heerführer besiegte er in diesem Jahr die Samniten. 294 v. Chr. wurde er Zensor. 288 erreichte er – wiederum mit Quintus Marcius Tremulus – zum zweiten Mal das Konsulat.